# Philonomon luminans
Philonomon luminans é uma espécie de libelinha da família Libellulidae.
Pode ser encontrada nos seguintes países: Quénia, Malawi, Tanzânia, Uganda e possivelmente no Burundi.
Os seus habitats naturais são: savanas áridas, savanas húmidas, matagal árido tropical ou subtropical, matagal húmido tropical ou subtropical, áreas húmidas dominadas por vegetação arbustiva, pântanos, marismas de água doce e marismas intermitentes de água doce.